# Aleksandr Siemczew
Aleksander Lwowicz Siemczew (ur. 16 kwietnia 1969 w Wysznim Wołoczoku) – rosyjski aktor filmowy i teatralny, Zasłużony Artysta Federacji Rosyjskiej (2003)

## Życiorys
Po służbie w armii wstąpił do lokalnego teatru dramatycznego i szybko stał się jednym z czołowych aktorów.
Potem zapisał się do Instytutu Teatralnego im. Borisa Szczukina. Naukę łączył z pracą w Moskiewskim Teatrze Współczesnym. Po ukończeniu studiów w 1997 roku pracował w rosyjskim Teatrze Satirikon im. A. Rajkina a następnie na zaproszenie Olega Jefriemowa przeszedł do Moskiewskiego Teatru Artystycznego im. A. P. Czechowa.
W Polsce zagrał w serialu telewizyjnym Pierwszy Milion (1999) oraz w filmie pod tym samym tytułem (2000).

## Wybrana filmografia
- 1999: "Pierwszy milion" (serial TV) jako Fred Oleś "Piki"
- 2000: "Ślub po rosyjsku" jako Borzow
- 2000: "Pierwszy milion" jako Fred Oleś "Piki"
- 2003: "Tieatralnyj roman" jako Jełagin / Patrikiejew
- 2003: "Kołchoz intertejnment" jako dyrektor Fłorafilmu
- 2004: "Smatiwaj udoczki" jako urzędnik celny
- 2004: "Korolewa bienzokołonki 2" jako sierżant Zlenko
- 2005: "Miecztat´ nie wriedno" jako Artur
- 2005: "Zołotoj tielonok" (serial TV) jako Bierłaga
- 2005: "Ochota na iziubria" (serial TV) jako Triepko
- 2007: "Likwidacyja" (serial TV) jako Emmik
- 2008: "Bardzo rosyjski kryminał" jako szef policji
- 2009: "Psiewdonim dla gieroja"
- 2009: "Gorod sobłaznow" (serial TV) jako Żban
- 2010: "Nasza Russia" jako Bizon
- 2010: "Muż mojej wdowy" jako Szkaf
- 2011: "Ty i ja" jako Leonid